# Armageddon (Guy Sebastian)
Armageddon è un album in studio del cantante australiano Guy Sebastian, pubblicato nel 2012.

## Tracce
1. Amnesia – 3:13
2. Beg – 4:43
3. Battle Scars (featuring Lupe Fiasco) – 4:10
4. Gold – 3:24
5. Get Along – 4:22
6. Keeper – 3:55
7. Don't Worry Be Happy – 4:29
8. Armageddon – 3:29
9. Big Bad World – 4:28
10. Summer Love – 3:47
11. Died and Gone to Heaven – 4:39
12. Used to You – 3:17